# Fuga de Gorreta
La Fuga de Gorreta o Fuga de la Gorreta es un precipicio situado en un gran escarpe del Valle de El Golfo, en la isla canaria de El Hierro (Islas Canarias), que cae casi vertical desde los 1100 metros de altitud sobre el nivel del mar hasta la terraza costera situada a menos de 100 metros de altitud. A su pie se ubica el caserío de Pie del Risco.
En estas paredes verticales, en las que encontramos rodaderos, es decir, canales verticales en los acantilados por los que descienden los derrubios que se desprenden de los mismos, fue donde se refugiaron los últimos ejemplares del lagarto de Salmor (Gallotia simonyi).
Se trata de la parte intermedia del Risco de Jinama, entre éste y el Risco de Tibataje y que recibe el nombre de Fuga de Gorreta, Fuga de La Gorreta o simplemente Gorreta (mm. 11 y 12, mun. Frontera), siendo un risco espectacular de la isla.
El topónimo Gorreta es un término proveniente de la lengua amazig de los primeros habitantes de la isla, los bimbaches. Proviene del término gərəttaw, nombre masculino singular, que significa literalmente ‘rompimiento con crujido’, lo que relaciona este topónimo con la geografía de la zona, ya que es en este punto donde se producen los mayores desprendimientos de la isla, incluso en la actualidad, desde la altura máxima hacia el interior del Golfo, depositándose los materiales en la base de la Fuga de la Gorreta, en la zona de Pie de Risco.